# Ulysse Nardin
Ulysse Nardin – szwajcarska manufaktura specjalizująca się w produkcji zegarków. W 1846 roku założył ją w Le Locle Ulysse Nardin. 
Firma, będąc czołowym producentem chronometrów morskich i zdobywając wiele prestiżowych nagród w światowych konkursach i na wystawach, pozostawała w rękach rodziny Nardin aż do czasu kryzysu na rynku zegarków, spowodowanego ekspansją na światowe rynki zegarków elektronicznych. W 1983 została przejęta przez prywatnego inwestora Rolfa Schnydera. Stopniowo, wraz ze stabilizacją rynku i powrotem zainteresowania tradycyjnymi wyrobami zegarmistrzowskimi, firma odzyskała pozycję jednego z liderów branży obok takich manufaktur jak Vacheron Constantin, Patek Philippe, Jaeger-LeCoultre, Audemars Piguet, Breguet, A. Lange & Söhne, Breitling czy Zenith.

## Kolekcje
Do najbardziej znanych zegarmistrzowskich kolekcji w ogóle, należy zaprezentowana przez firmę Trylogia czasu, poświęcona takim postaciom jak Galileusz, Mikołaj Kopernik i Johannes Kepler. Manufaktura do swoich osiągnięć zalicza również takie rozwiązania jak zastosowany w zegarku Jaquemart pierwszy na świecie repetier minutowy z automatycznym naciągiem, czy te zastosowane w zegarku Freak z 2001 roku. Mimo niewielkiej produkcji i znacznych cen uzyskiwanych za najdroższe modele przez Ulysse Nardin, firma oferuje również zegarki dla szerszego grona odbiorców, zastępując jednak inne metale szlachetne najczęściej stalą.

### Trylogia czasu

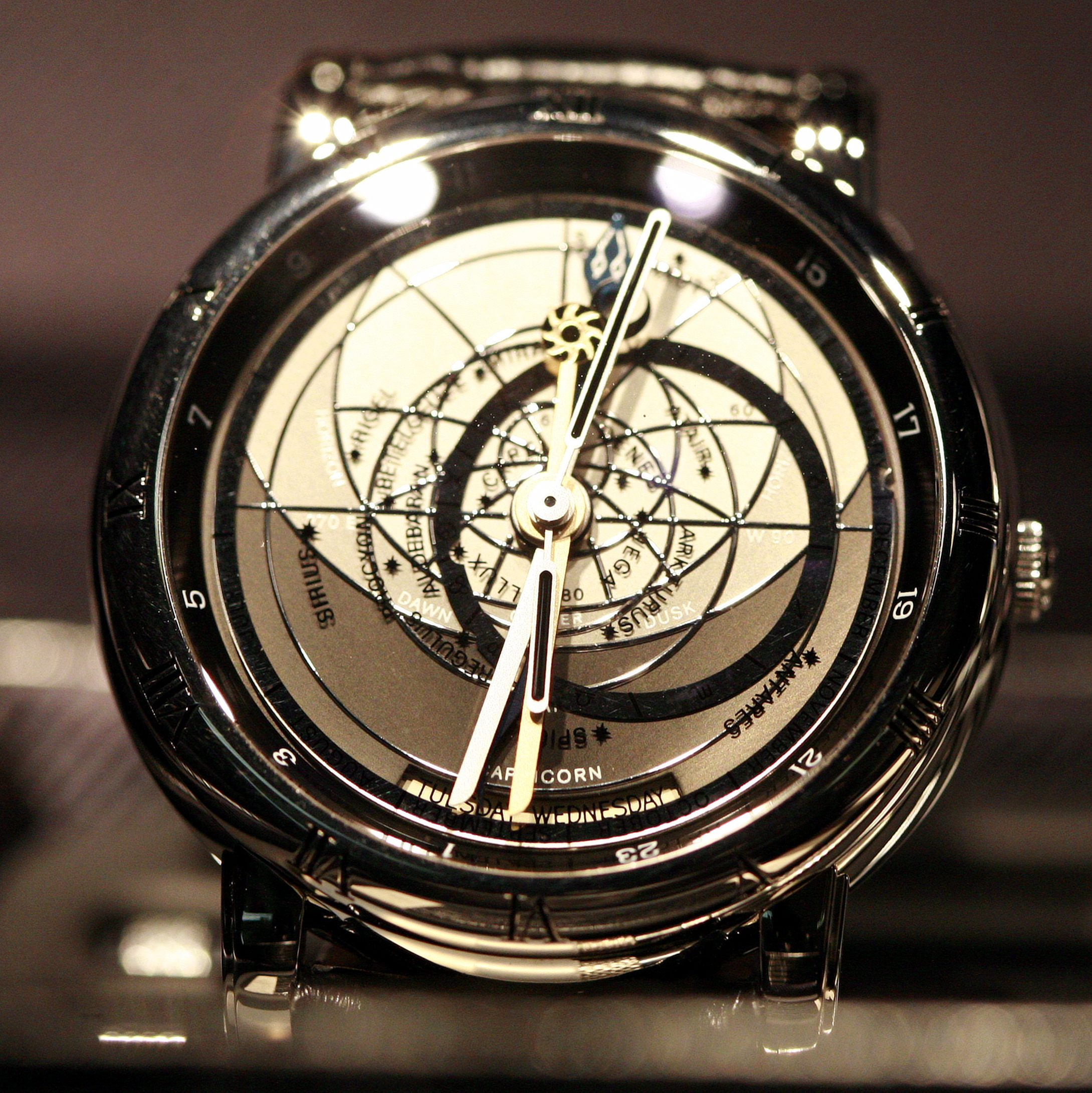
Astrolabium Galileo Galilei
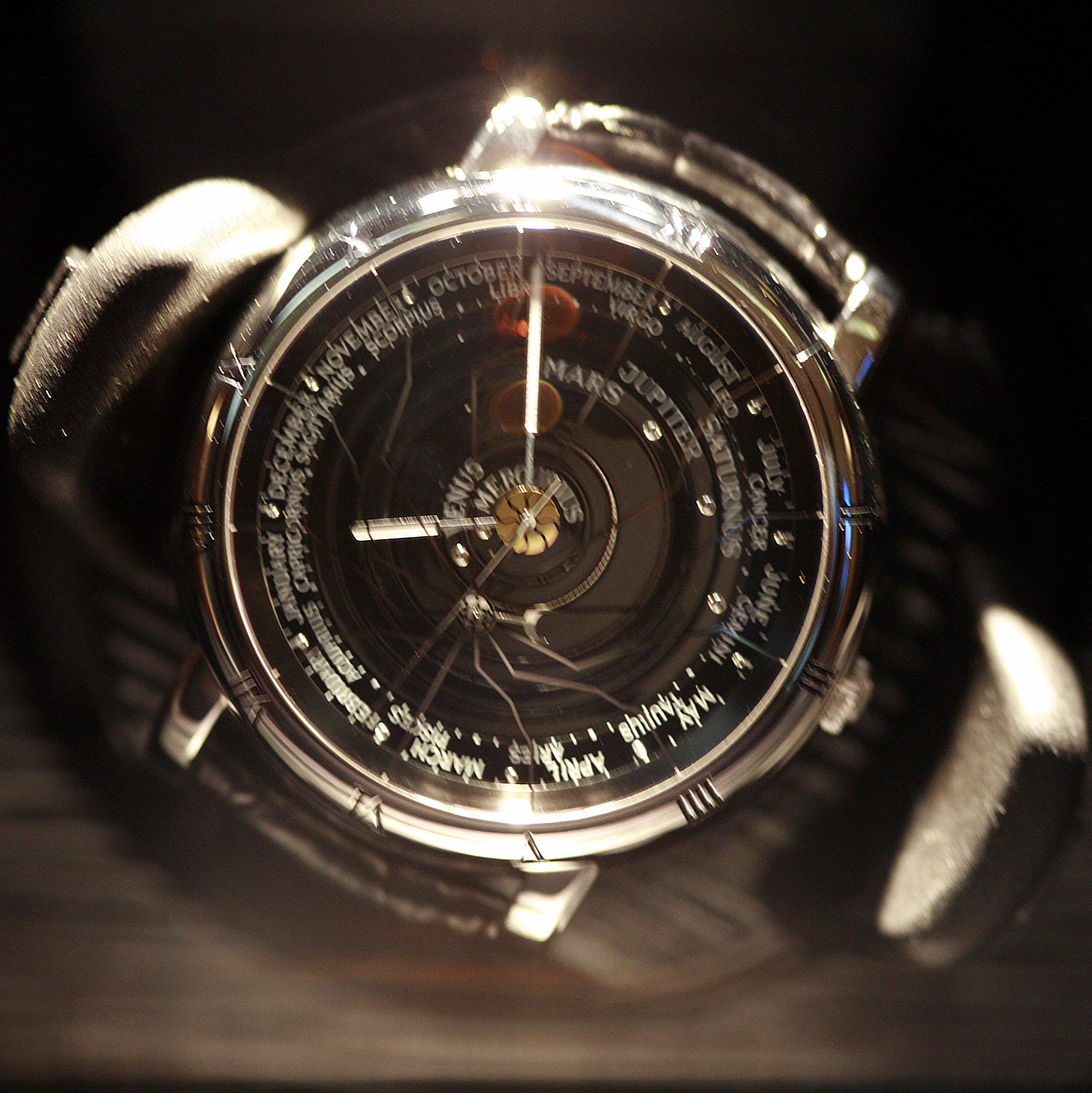
Planetarium Copernicus
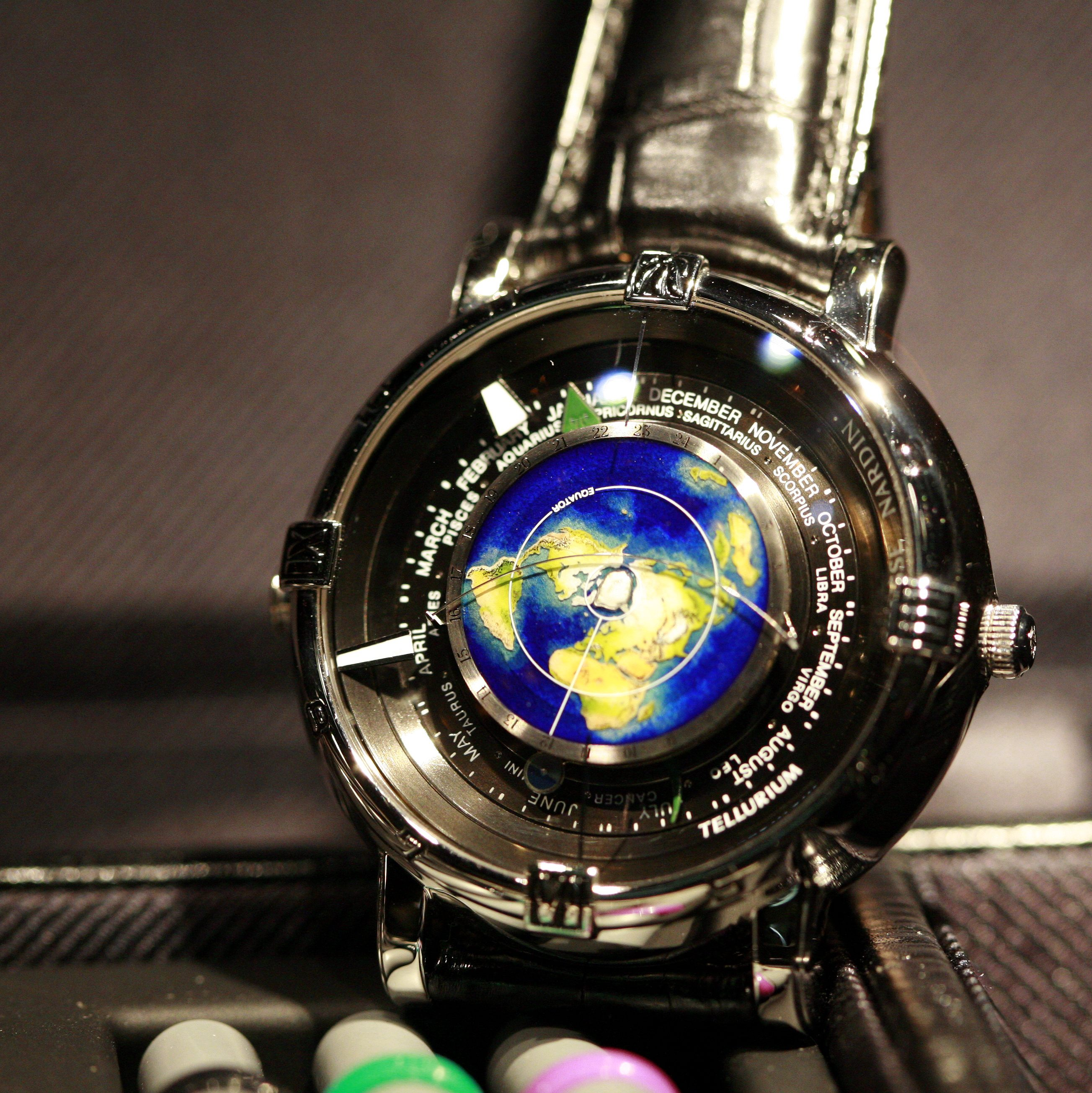
Tellurium Johannes Kepler